# Clavis Patrum Graecorum
Clavis Patrum Graecorum je několikadílný rejstřík antických a raně středověkých křesťanských spisů v řečtině vydaný nakladatelstvím Brepols z Turnhoutu v Belgii. Ambicí bylo vytvořit seznam všech církevních otců, kteří psali v řečtině od 1. do 8. století. U každého autora je uveden seznam všech jeho děl, ať už pravých či nikoliv, dochovaných či ztracených. Každému spisu je přiřazeno číslo, které se v odborné literatuře běžně používá jako odkaz na něj (zkratka je CPG). Text rejstříku je v latině.

## Svazky rejstříku
Maurice Geerard, Clavis patrum graecorum: qua optimae quaeque scriptorum patrum graecorum recensiones a primaevis saeculis usque ad octavum commode recluduntur, Turnhout: Brepols, 1974–2003:
- sv. 1: Patres antenicaeni, schedulis usi quibus rem paravit F. Winkelmann, 1983 (č. 1000 až 1925)
- sv. 2: Ab Athanasio ad Chrysostomum, 1974 (č. 2000 až 5197)
- sv. 3: Ab Cyrillo Alexandrino ad Iohannem Damascenum, 1979 (č. 5200 až 8240)
- sv. 3 A: Ab Cyrillo Alexandrino ad Iohannem Damascenum: addenda volumini III, a Jacques Noret parata, 2003
- sv. 4: Concilia: catenae, 1980 (čísla začínající na 9000)
- sv. 5: Indices, initia, concordantiae,, cura et studio M. Geerard et F. Glorie, 1987
- (sv. 6): Supplementum, cura et studio M. Geerard et J. Noret, 1998